# Comuna Suraj, Șumsk
Suraj (în ucraineană Сураж) este o comună în raionul Șumsk, regiunea Ternopil, Ucraina, formată din satele Hodakî și Suraj (reședința).

## Demografie
Componența lingvistică a comunei Suraj
     Ucraineană (99,89%)
     Alte limbi (0,11%)
Conform recensământului din 2001, majoritatea populației comunei Suraj era vorbitoare de ucraineană (99,89%), existând în minoritate și vorbitori de alte limbi.